# Coves d'Antona
Les Coves d'Antona són un conjunt de balmes del municipi d'Artesa de Segre (Noguera) amb representacions de pintura rupestre protegides com a Patrimoni de la Humanitat en el conjunt de l'Art rupestre de l'arc mediterrani de la península Ibèrica. Estan situades en el vessant sud de la muntanya d'Antona, al marge dret del riu Segre, sota el castell de Malagastre i el poblat ibèric d'Antona.
Són diverses coves de poca profunditat però d'amples boques, de les quals només tres tenen pintures, conegudes com a Antona I, II i III. L'accés a les coves és dificultós i l'estat de conservació de les pintures és molt deficient. El conjunt va ser descobert l'any 1976 durant una campanya de l'Institut de Ciències del Quaternari de Barcelona.

## Antona I
Les figures es localitzen a la paret esquerra, a uns 7 m de l'entrada, i es concentren pràcticament al llarg de 3 m de suport rocós. S'han individualitzat 16 figures, totes elles amb la mateixa coloració vermella-castany. Totes les figures presenten un estat de conservació molt deficient, i actualment no totes són visibles.
La figura 1 és un traç d'uns 5 cm, situat a uns 7 m de l'entrada. La figura 2 són unes restes a la dreta de la figura anterior, tenen uns 11 cm. Sembla que té forma ovalada, en la seva part inferior surt un traç que al seu extrem finalitza amb un apèndix horitzontal. La figura 3 és un cercle d'uns 10 cm de diàmetre, situat sota la figura anterior. La figura 4 és també un cercle de la mateixa mida aproximadament que l'anterior. A l'interior d'aquest cercle s'observen restes de pintura que podien haver format un segon cercle inscrit. La figura 5 és una taca de pintura formant una figura més o menys circular d'uns 5 cm de diàmetre, situat sota l'anterior. La figura 6 són unes restes d'uns 11 cm. Formen un traç horitzontal i un de vertical que surt perpendicularment de l'anterior. La figura 7 és un anell d'uns 8 cm de diàmetre, que al seu interior sembla que en tenia un segon anell inscrit. La figura 8 és un cercle ovalat d'uns 6 cm de diàmetre. La figura 9 és un ramiforme d'uns 13 cm format per un traç vertical, de la seva part superior surten, perpendicularment, quatre traços a cada banda. La figura 10, d'uns 13 cm, està formada per un traç vertical que finalitza en els seus dos extrems en una semicircumferència. La figura 11 és una resta d'uns 9 cm que forma una taca irregular. La figura 12 són unes restes d'uns 6 cm. La figura 13 són unes restes d'uns 5 cm. La figura 14 són unes restes. La figura 15 són també unes restes d'uns 13 cm que sembla formar un quadrat obert en la cara inferior, amb un traç central. La figura 16 són unes restes d'uns 9 cm. És un traç central vertical que en la part superior presenta dues formes més o menys arrodonides i en la part inferior uns traços horitzontals en la zona esquerra.

## Antona II
És una gran cova situada a la dreta d'Antona I, en un nivell superior. Es conserven 3 figures que corresponen a barres. La tècnica utilitzada és de traç simple i els colors són el vermell-castany i el vermell.

## Antona III
És una cavitat de grans dimensions situada a la dreta de l'anterior. La majoria de les figures es localitzen al fons de la balma. Hi ha un total de 15 figures. La figura 1 fa uns 21 cm i és un traç vertical del qual de la banda esquerra surten nou traços més curts, perpendiculars encara que una mica inclinats cap a baix. És de color vermell-castany. La figura 2 és un ramiforme de color vermell-castany, fa uns 16 cm, està a la dreta de l'anterior. Forma un traç central del qual surten perpendiculars i inclinats cap a sota altres traços de menor mida. N'hi ha quatre a l'esquerra i sis a la dreta. La figura 3 fa uns 20 cm i és de color vermell-castany. Forma un cercle del qual surten dos traços paral·lels cap a la part inferior, sota dels quals apareixen altres traços horitzontals. La figura 4 són unes restes sense forma definida d'uns 20 cm, de color vermell-castany. La figura 5 són també unes restes de traç vertical de color vermell-castany d'uns 10 cm. La figura 6 pot ser un quadrúpede de color vermell-castany, d'uns 14 cm. És un traç horitzontal del qual en surten altres traços perpendiculars més petits. La figura 7 és un quadrúpede d'uns 20 cm situat a sota de l'anterior, és de color vermell-castany. És un traç horitzontal del qual en surten set traços perpendiculars més curts. La figura 8 és un altre quadrúpede situat sota l'anterior; és de color vermell-castany i té uns 19 cm. Presenta nou traços que surten perpendiculars i cap a sota del traç horitzontal. La figura 9 són unes restes d'uns 14 cm. La figura 10 pot ser un antropomorf, d'uns 31 cm; un traç recte i irregular forma el cos, un traç situat a l'esquerra podria conformar el braç, l'altre no es conserva. El que podrien ser les cames, les formen un traç molt llarg amb ondulacions i un altre traç del qual només es conserva el començament. La figura 11 fa uns 25 cm, és de color vermell-castany i està formada per tres traços ondulats units en la part superior i inferior que conformen un oval vertical. La figura 12 són unes restes de color vermell-castany d'uns 28 cm i en un estat de conservació regular. La figura 13 són unes restes en estat de conservació dolenta. La figura 14 té forma de "T" de color vermell-carmí fa uns 6 cm. La figura 15 són unes restes de color vermell-castany.